# Склонность (фильм)
«Склонность» (англ. Bent) — драма 1997 года режиссёра Шона Матиаса, основанная на одноимённой пьесе 1979 года Мартина Шермана, который также написал сценарий к фильму. 
Главные роли исполнили Клайв Оуэн, Лотер Блюто и Иэн Маккелен.

## Сюжет
Действие фильма происходит во время Второй мировой войны. Макс — гей, и нацисты отправляют его в концлагерь Дахау. Он пытается отрицать, что он гей, и ему дают жёлтую нашивку, которые давали евреям (в немецких концлагерях каждая группа заключённых носила нашивку определенного цвета: два жёлтых треугольника, символизировавших звезду Давида — евреям, зелёные треугольники — рецидивистам, красные — политическим преступникам, а розовый треугольник — геям, чёрным треугольником отмечались заключённые с антиобщественным поведением, под которое попадали среди прочих также и лесбиянки). В лагере Макс влюбляется в другого заключённого по имени Хорст, который носит свой розовый треугольник без стеснения. Оба мужчины с помощью любви пытаются хоть как-то забыться от ужасов лагеря.

## В ролях
- Клайв Оуэн — Макс
- Лотер Блюто — Хорст
- Иэн Маккеллен — дядя Фредди
- Брайан Уэббер II — Руди
- Николай Костер-Вальдау — Волк
- Мик Джаггер — Грета
- Джуд Лоу — Штурмовик
- Пол Беттани — капитан
- Рэйчел Вайс — проститутка

## Критика
На сайте Rotten Tomatoes фильм имеет рейтинг 73%, основанный на 22 рецензиях критиков, со средним баллом 6,3 из 10. Консенсус сайта гласит: «Фильм жонглирует тяжёлыми темами, хотя временами его тяжеловесность скорее напоминает эксплуатацию тем, чем их исследование». 